# Diplacanthopoma japonicus
Diplacanthopoma japonicus är en fiskart som först beskrevs av Franz Steindachner och Döderlein, 1887.  Diplacanthopoma japonicus ingår i släktet Diplacanthopoma och familjen Bythitidae. Inga underarter finns listade i Catalogue of Life.